# فضای سبز تهران

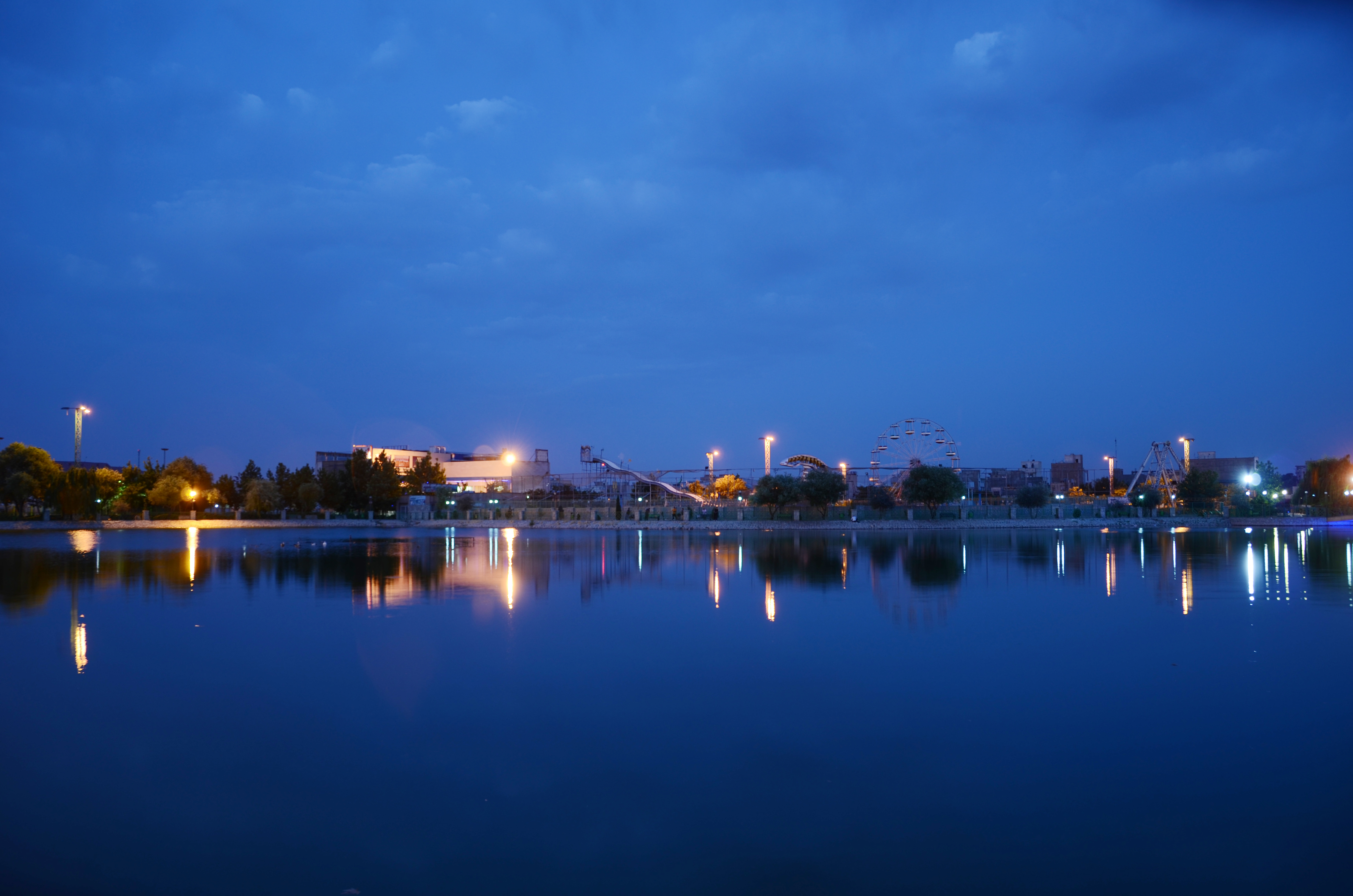
بوستان رازی تهران

فضای سبز شهر تهران، توسط سازمان بوستان‌ها و فضای سبز شهر تهران زیر نظر شهرداری تهران اداره می‌شود.

## بوستان‌ ها
- ژوراسیک پارک تهران
- بوستان پلیس
- بوستان ملت
- بوستان لاله
- پارک المهدی
- بوستان ساعی
- پارک شهر
- بوستان قیطریه
- بوستان جمشیدیه
- بوستان اندیشه
- بوستان دانشجو
- بوستان پردیسان
- بوستان نیاوران
- بوستان جوانمردان ایران
- بوستان ولایت
- بوستان نهج‌البلاغه
- بوستان آب و آتش
- بوستان بعثت
- پارک طالقانی
- بوستان گفتگو
- بوستان جنگلی چیتگر
- بوستان جنگلی لویزان
- بوستان جنگلی نصر
- بوستان ملی سرخه حصار
- بوستان جنگلی توسکا
- بوستان قائم (منطقه ۱۸ تهران-بلوار معلم)
- بوستان تمدن (منطقه ٨ تهران)
- بوستان فدک (منطقه٨ تهران)
- بوستان مصطفی خمینی
- بوستان جنگلی شیان

## بوستان‌های جنگلی
بوستان‌های جنگلی استان تهران به دو دسته طبیعی و دست‌کاشت تقسیم می‌شوند. جنگل‌های طبیعی در سطح استان پراکنده‌اند و در آن‌ها گونه‌های گیاهی مانند زالزالک، گوجه وحشی، زرشک، انجیر، شیر خشت، پسته، بادام کوهی، داغداغان، سنجد، تنگرس، گز، ارزن، سماق، سیاه‌دلیک و ... به چشم می‌خورد.
بوستان‌های جنگلی دست‌کاشت استان تهران از این قرارند:
| نام بوستان‌           | مساحت (متر مربع) | منطقه |
| -------------------- | ---------------- | ----- |
| لویزان               | ۱۱٬۰۰۰٬۰۰۰       | ۴     |
| وردآورد              | ۱۰٬۴۵۸٬۰۰۰       | ۲۲    |
| چیتگر                | ۹٬۵۰۰٬۰۰۰        | ۲۲    |
| غزال                 | ۹٬۷۵۰٬۰۰۰        |       |
| بوستان ملی سرخه حصار | ۸٬۵۰۰٬۰۰۰        | ۱۳    |
| پردیسان              | ۳٬۰۰۰٬۰۰۰        | ۲     |
| توسکا                | ۳٬۰۰۰٬۰۰۰        | ۱۵    |
| سوهانک               | ۲٬۰۰۰٬۰۰۰        |       |
| بوستان ملی خجیر      | ۱٬۲۰۰٬۰۰۰        |       |
| کوهسار               | ۱٬۰۰۰٬۰۰۰        | ۵     |
| طالقانی              | ۳۱۰٬۰۰۰          | ۳     |
| لتمال کن             | ۱۰۰۰۰۰           | ۲۲    |